# Lonja (Sisak)
Lonja is een plaats in de gemeente Sisak in de Kroatische provincie Sisak-Moslavina. De plaats telt 174 inwoners (2001).